# Reynolds likfomighetslag
Reynolds likformighetslag säger att strömningen kring geometriskt likformiga kroppar är lika om Reynolds_tal är lika. Detta innebär att man kan genomföra modellförsök för att bestämma krafterna som verkar på en kropp. Kravet är att Reynolds tal är det samma som i verkligheten. Man kan med andra ord variera kroppsstorlek, strömningshastighet, temperatur, tryck, mm.